# Saint-Privat (Hérault)
Saint-Privat – miejscowość i gmina we Francji, w regionie Oksytania, w departamencie Hérault.
Według danych na rok 1990 gminę zamieszkiwało 197 osób, a gęstość zaludnienia wynosiła 7 osób/km² (wśród 1545 gmin Langwedocji-Roussillon Saint-Privat plasuje się na 712. miejscu pod względem liczby ludności, natomiast pod względem powierzchni na miejscu 223.).